# اوند (مجارستان)
اوند (به مجاری:  Und) یک شهرداری در مجارستان است که در ناحیه شوپرون واقع شده‌است. اوند ۶٫۷۹ کیلومتر مربع مساحت و ۳۴۲ نفر جمعیت دارد.